# .cu
.cu és l'actual domini de primer nivell territorial (ccTLD) de Cuba. És actiu des del 1992, i només admet registres d'empreses o ciutadans establertes a Cuba.